# Carlus
Carlus é uma comuna francesa na região administrativa da Occitânia, no departamento de Tarn. Estende-se por uma área de 10.6 km², e possui 673 habitantes, segundo o censo de 2018, com uma densidade de 63 hab/km².